# Il Giallo Mondadori dall'1 al 100

## Dal n.1 al n.100
| N.  | Titolo italiano                          | Pubblicazione     | Titolo originale                       | Autore                     |
| --- | ---------------------------------------- | ----------------- | -------------------------------------- | -------------------------- |
| 1   | Perry Mason e l'avversario leale         | aprile 1946       | The Case of the Silent Partner         | Erle Stanley Gardner       |
| 2   | Breve ritorno                            | aprile 1946       | Brief Return                           | Mignon G. Eberhart         |
| 3   | Il volto macchiato                       | maggio 1946       | The Corpse With the Dirty Face         | R. A. J. Walling           |
| 4   | La casa del terrore                      | maggio 1946       | Armed With New Terror                  | Theodora Dubois            |
| 5   | Il treno scomparso                       | giugno 1946       | Toget der forsvandt                    | Niels Meyn                 |
| 6   | Vacanza alle Bermude                     | giugno 1946       | Bermuda Burial                         | Charles Daly King          |
| 7   | Il signor Guelpa                         | luglio 1946       | Mr. Guelpa                             | Vance Thompson             |
| 8   | La notte delle tre sorelle               | luglio 1946       | Three Sisters Flew Home                | Mary Fitt                  |
| 9   | Treno transcontinentale                  | luglio 1946       | Obelist En Route                       | Charles Daly King          |
| 10  | ...e poi non rimase nessuno              | agosto 1946       | Ten Little Niggers                     | Agatha Christie            |
| 11  | La porta chiusa                          | agosto 1946       | The Door Between                       | Ellery Queen               |
| 12  | Perry Mason e il marito introvabile      | agosto 1946       | The Case of the Haunted Husband        | Erle Stanley Gardner       |
| 13  | La tabaccheria dell'imperatore           | ottobre 1946      | The Emperor's Snuffbox                 | John Dickson Carr          |
| 14  | Qualcosa deve accadere                   | ottobre 1946      | Escape the Night                       | Mignon G. Eberhart         |
| 15  | Lo strano caso del dr. Jekyll e mr. Hyde | ottobre 1946      | Strange Case of Dr Jekyll and Mr Hyde  | Robert Louis Stevenson     |
| 16  | Il ritratto di Elsa Greer                | novembre 1946     | Five Little Pigs                       | Agatha Christie            |
| 17  | Il seme dell'odio                        | novembre 1946     | He Fell Down Dead                      | Virginia Perdue            |
| 18  | Il giudice è accusato                    | gennaio 1947      | The Seat of the Scornful               | John Dickson Carr          |
| 19  | Nella bufera                             | marzo 1947        | With This Ring                         | Mignon G. Eberhart         |
| 20  | Giorno dei morti                         | marzo 1947        | Sparkling Cyanide                      | Agatha Christie            |
| 21  | La nota della lavandaia                  | aprile 1947       |                                        | Ezio D'Errico              |
| 22  | Chiamate un carro funebre                | maggio 1947       | The Yellow Taxi                        | Jonathan Stagge            |
| 23  | L'enigma della Banderilla                | maggio 1947       | The Puzzle of the Blue Banderilla      | Stuart Palmer              |
| 24  | L'uomo dai due corpi                     | maggio 1947       | Captains of Souls                      | Edgar Wallace              |
| 25  | La polizia ringrazia                     | giugno 1947       | Uneasy Terms                           | Peter Cheyney              |
| 26  | In fondo al lago                         | giugno 1947       | The Lady in the Lake                   | Raymond Chandler           |
| 27  | Dalle nove alle dieci                    | giugno 1947       | The Murder of Roger Ackroyd            | Agatha Christie            |
| 28  | Delitto a Villa Steane                   | luglio 1947       | Unidentified Woman                     | Mignon G. Eberhart         |
| 29  | È morto un burlone                       | agosto 1947       | The Puzzle of the Happy Hooligan       | Stuart Palmer              |
| 30  | La veste bianca                          | agosto 1947       | The White Dress                        | Mignon G. Eberhart         |
| 31  | Corpi al sole                            | settembre 1947    | Evil Under the Sun                     | Agatha Christie            |
| 32  | È arrivato Lemmy Caution                 | ottobre 1947      | Dames Don't Care                       | Peter Cheyney              |
| 33  | Sei delitti immaginari                   | ottobre 1947      | Six Against The Yard                   | AA.VV.                     |
| 34  | Sotto la quercia                         | novembre 1947     | The Murder Tree                        | Leslie Macfarlane          |
| 35  | Bellona club                             | dicembre 1947     | The Unpleasantness at the Bellona Club | Dorothy L. Sayers          |
| 36  | Divorzio provvisorio                     | gennaio 1948      | Wolf in Man's Clothing                 | Mignon G. Eberhart         |
| 37  | Il guanto nero                           | gennaio 1948      | The Annulet of Gilt                    | P. Atwood Taylor           |
| 38  | Le dita del violinista                   | febbraio 1948     | The Chuckling Fingers                  | Mabel Seeley               |
| 39  | L'eccentrico di Broadway                 | febbraio 1948     | The Death Syndicate                    | Judson Philips             |
| 40  | Roba da matti                            | aprile 1948       | You'd Be Surprised                     | Peter Cheyney              |
| 41  | L'orma inafferrabile                     | aprile 1948       | Alarum and Excursion                   | Virginia Perdue            |
| 42  | La droga fatale                          | giugno 1948       | Fall Guy for Murder                    | Lawrence Goldman           |
| 43  | L'amnesia del signor Campion             | giugno 1948       | Traitor's Purse                        | Margery Allingham          |
| 44  | C'è un cadavere in biblioteca            | luglio 1948       | The Body in the Library                | Agatha Christie            |
| 45  | l doppio tredici                         | luglio 1948       | The Double Thirteen                    | Piers Marlowe              |
| 46  | Il gatto dagli occhi verdi               | agosto 1948       | Clouds of Witness                      | Dorothy L. Sayers          |
| 47  | Il ritorno di Campion                    | agosto 1948       | Coroner's Pidgin                       | Margery Allingham          |
| 48  | Sincope                                  | settembre 1948    | Unnatural Death                        | Dorothy L. Sayers          |
| 49  | La camera gialla                         | settembre 1948    | The Yellow Room                        | Mary Roberts Rinehart      |
| 50  | La sposa era in nero                     | ottobre 1948      | The Bride Wore Black                   | Cornell Woolrich           |
| 51  | Il proiettile è di scena                 | ottobre 1948      | A Bullet in the Ballet                 | Caryl Brahms - S. J. Simon |
| 52  | Il diavolo in campagna                   | novembre 1948     | Death and the Pleasant Voices          | Mary Fitt                  |
| 53  | Passi della morte                        | novembre 1948     | Footsteps of Death                     | Victor Gunn                |
| 54  | Tre parrucche                            | dicembre 1948     | Murder Masks Miami                     | Rufus King                 |
| 55  | Perry Mason e i due ritratti             | dicembre 1948     | The Case of the Substitute Face        | Erle Stanley Gardner       |
| 56  | Sipario nero                             | gennaio 1949      | The Black Curtain                      | Cornell Woolrich           |
| 57  | C'era una volta...                       | gennaio 1949      | Death Comes As the End                 | Agatha Christie            |
| 58  | Selby fiuta un delitto                   | febbraio 1949     | The D.A. Calls It Murder               | Erle Stanley Gardner       |
| 59  | La sfinge dormiente                      | febbraio 1949     | The Sleeping Sphinx                    | John Dickson Carr          |
| 60  | La tragedia di X                         | 9 aprile 1949     | The Tragedy of X                       | Ellery Queen               |
| 61  | Mai un momento di quiete!                | 23 aprile 1949    | Never a Dull Moment                    | Peter Cheyney              |
| 62  | Il fantasma e Miriam Lake                | 7 maggio 1949     | Design in Evil                         | Rufus King                 |
| 63  | Il garofano rosso                        | 21 maggio 1949    | The Man Next Door                      | Mignon G. Eberhart         |
| 64  | Il segreto di Chimneys                   | 4 giugno 1949     | The Secret of Chimneys                 | Agatha Christie            |
| 65  | Il redivivo                              | 4 giugno 1949     | The Visitor                            | C. Randau - L. Zugsmith    |
| 66  | Perry Mason e il pappagallo spergiuro    | 2 luglio 1949     | The Case of the Perjured Parrot        | Erle Stanley Gardner       |
| 67  | Che ne dite, signor Moto?                | 16 luglio 1949    | Think Fast                             | John P. Marquand           |
| 68  | Troppe donne                             | 30 luglio 1949    | Too Many Women                         | Rex Stout                  |
| 69  | La valigia di cinghiale                  | 13 agosto 1949    | The Pigskin Bag                        | Bruno Fischer              |
| 70  | A caccia di un'ombra                     | 27 agosto 1949    | The Mask of Dimitrios                  | Eric Ambler                |
| 71  | Donald Lam investigatore                 | 10 settembre 1949 | The Bigger They Come                   | A.A. Fair                  |
| 72  | Il cifrario                              | 24 settembre 1949 | Tiger By the Tail                      | Lawrence Goldman           |
| 73  | Pericolo pubblico                        | 8 ottobre 1949    | This Man Is Dangerous                  | Peter Cheyney              |
| 74  | Ditemi tutto                             | 22 ottobre 1949   | Shoot the Works                        | Richard Ellington          |
| 75  | Il pipistrello                           | 5 novembre 1949   | The Haunted Lady                       | Mary Roberts Rinehart      |
| 76  | Enigma in rosso e blu                    | 5 novembre 1949   | The Striped Suitcase                   | Carol Carnac               |
| 77  | Oltre la tomba                           | 3 dicembre 1949   | The Voice of the Corpse                | Max Murray                 |
| 78  | Come lei ce ne son poche                 | 17 dicembre 1949  | I'll Say She Does!                     | Peter Cheyney              |
| 79  | Mar-13                                   | 31 dicembre 1949  | The 3-13 Murders                       | Thomas B. Black            |
| 80  | Quelle care figliole                     | 14 gennaio 1950   | Death My Darling Daughters             | Jonathan Stagge            |
| 81  | La casa delle metamorfosi                | 28 gennaio 1950   | Halfway House                          | Ellery Queen               |
| 82  | Morto che parla                          | 11 febbraio 1950  | The Silent Speaker                     | Rex Stout                  |
| 83  | Si salvi chi può                         | 11 febbraio 1950  | You Can Always Duck                    | Peter Cheyney              |
| 84  | Perry Mason e i dadi truccati            | 11 marzo 1950     | The Case of the Rolling Bones          | Erle Stanley Gardner       |
| 85  | Una volta c'era una vecchia...           | 25 marzo 1950     | There Was An Old Woman                 | Ellery Queen               |
| 86  | È un delitto!                            | 8 aprile 1950     | It's a Crime                           | Richard Ellington          |
| 87  | L'incubo nero                            | 22 aprile 1950    | The Black Path of Fear                 | Cornell Woolrich           |
| 88  | Omicidio a capodanno                     | 6 maggio 1950     | Holiday Homicide                       | Rufus King                 |
| 89  | Il segugio di Long Acre                  | 6 maggio 1950     | You Can Call It a Day                  | Peter Cheyney              |
| 90  | La città del diavolo                     | 3 giugno 1950     | Blue City                              | Kenneth Millar             |
| 91  | Cerco me stesso                          | 17 giugno 1950    | Puzzle for Fiends                      | Patrick Quentin            |
| 92  | La lampada di bronzo                     | 1º luglio 1950    | Lord of the Sorcerers                  | Carter Dickson             |
| 93  | Troppo tardi                             | 15 luglio 1950    | The Little Sister                      | Raymond Chandler           |
| 94  | L'ereditiera di Chicago                  | 29 luglio 1950    | Hasty Wedding                          | Mignon G. Eberhart         |
| 95  | Capro espiatorio                         | 12 agosto 1950    | The Lying Ladies                       | Robert Finnegan            |
| 96  | Donald Lam sulla pista                   | 26 agosto 1950    | Fair Turn on the Heat                  | A.A. Fair                  |
| 97  | Il pozzo dei sacrifici                   | 9 settembre 1950  | Run to Death                           | Patrick Quentin            |
| 98  | Delaney ha visto tutto                   | 23 settembre 1950 | The Whitebirds Murders                 | Thomas B. Black            |
| 99  | Di bene in meglio                        | 7 ottobre 1950    | Fair Gold comes in Brick               | A.A. Fair                  |
| 100 | Appuntamenti in nero                     | 21 ottobre 1950   | Rendez-Vous in Black                   | Cornell Woolrich           |

|  | I 100 successivi: Il Giallo Mondadori dal 101 al 200 |